# Diócesis de San Pablo
La diócesis de San Pablo (en latín: Dioecesis Sancti Pauli in Insulis Philippinis, en inglés: Roman Catholic Diocese of San Pablo y en tagalo: Diyosesis ng San Pablo) es una circunscripción eclesiástica de la Iglesia católica en Filipinas. Se trata de una diócesis latina, sufragánea de la arquidiócesis de Manila, que tiene al obispo Marcelino Antonio Malabanan Maralit como su ordinario desde el 21 de septiembre de 2024.

## Territorio y organización
La diócesis tiene 1918 km² y extiende su jurisdicción sobre los fieles católicos de rito latino residentes en la provincia de La Laguna en la región de Calabarzon. 
La sede de la diócesis se encuentra en la ciudad de San Pablo, en donde se halla la Catedral de San Pablo el Ermitaño.
En 2020 en la diócesis existían 89 parroquias.

## Historia
La diócesis fue erigida el 29 de noviembre de 1966 con la bula Ecclesiarum per ampla del papa Pablo VI, obteniendo el territorio de la diócesis de Lipá (hoy arquidiócesis de Lipá).
En 1968 se estableció el seminario diocesano, que se trasladó a una nueva ubicación en 1981.

## Estadísticas
De acuerdo al Anuario Pontificio 2021 la diócesis tenía a fines de 2020 un total de 2 958 245 fieles bautizados.
| Año                                                                             | Población            | Población | Población      | Sacerdotes | Sacerdotes    | Sacerdotes    | Bautizados por sacerdote | Diáconos permanentes | Religiosos | Religiosos | Parroquias |
| Año                                                                             | Bautizados católicos | Total     | % de católicos | Total      | Clero secular | Clero regular | Bautizados por sacerdote | Diáconos permanentes | Varones    | Mujeres    | Parroquias |
| ------------------------------------------------------------------------------- | -------------------- | --------- | -------------- | ---------- | ------------- | ------------- | ------------------------ | -------------------- | ---------- | ---------- | ---------- |
| 1970                                                                            | 543 503              | 618 156   | 87.9           | 63         | 49            | 14            | 8627                     |                      | 65         | 67         | 41         |
| 1980                                                                            | 804 831              | 925 094   | 87.0           | 67         | 45            | 22            | 12 012                   |                      | 135        | 114        | 47         |
| 1990                                                                            | 978 115              | 1 150 742 | 85.0           | 101        | 67            | 34            | 9684                     |                      | 169        | 185        | 51         |
| 1999                                                                            | 1 720 409            | 2 016 331 | 85.3           | 172        | 102           | 70            | 10 002                   |                      | 166        | 211        | 74         |
| 2000                                                                            | 1 885 269            | 2 217 964 | 85.0           | 176        | 100           | 76            | 10 711                   | 39                   | 179        | 210        | 74         |
| 2001                                                                            | 1 807 782            | 2 073 493 | 87.2           | 162        | 95            | 67            | 11 159                   |                      | 190        | 227        | 76         |
| 2002                                                                            | 1 802 401            | 2 144 709 | 84.0           | 167        | 99            | 68            | 10 792                   |                      | 182        | 234        | 77         |
| 2003                                                                            | 1 917 507            | 2 363 881 | 81.1           | 164        | 98            | 66            | 11 692                   |                      | 189        | 249        | 77         |
| 2004                                                                            | 2 147 042            | 2 608 349 | 82.3           | 172        | 99            | 73            | 12 482                   |                      | 177        | 208        | 80         |
| 2010                                                                            | 2 416 743            | 2 765 128 | 87.4           | 177        | 110           | 67            | 13 653                   |                      | 219        | 266        | 80         |
| 2014                                                                            | 2 832 141            | 3 297 102 | 85.9           | 193        | 111           | 82            | 14 674                   |                      | 349        | 337        | 83         |
| 2017                                                                            | 3 052 485            | 3 634 272 | 84.0           | 200        | 121           | 79            | 15 262                   |                      | 317        | 335        | 86         |
| 2020                                                                            | 2 958 245            | 3 652 150 | 81.0           | 220        | 145           | 75            | 13 446                   |                      | 315        | 354        | 89         |
| Fuente: Catholic-Hierarchy, que a su vez toma los datos del Anuario Pontificio. |                      |           |                |            |               |               |                          |                      |            |            |            |

## Episcopologio
- Pedro Bantigue y Natividad † (26 de enero de 1967-12 de julio de 1995 retirado)
- Francisco Capiral San Diego † (12 de julio de 1995-28 de junio de 2003  nombrado obispo de Pásig)
- Leo Murphy Drona, S.D.B. (14 de mayo de 2004-25 de enero de 2013 renunció)
- Buenaventura Malayo Famadico, (25 de enero de 2013-21 de septiembre de 2023 renunció)[3]
- Marcelino Antonio Malabanan Maralit, desde el 21 de septiembre de 2024